# تروكوت (تروكوت)
تروكوت هي إحدى مشيخات المملكة المغربية، تتبع جغرافيا لإقليم الدريوش وإداريًا لتروكوت. يقدر عدد سكانها بـ 5338 نسمة حسب الإحصاء الرسمي للسكان والسكنى لسنة 2004.